# Bouriate
Cet article concerne la langue bouriate. Pour le peuple bouriate, voir Bouriates.
Le bouriate (буряад хэлэн bouriaad khelen) est une langue mongole parlée en Russie, dans la république de Bouriatie, et par des populations moins nombreuses en Mongolie et en Chine, dans l'Est de la Mongolie-Intérieure. C'est la langue des Bouriates.

## Variétés
Les variétés du bouriate sont classés différemment selon les auteurs. Selon Svantesson, on peut reconnaître cinq ensemble dialectaux :
- le bouriate oriental, qui regroupe le khori, l'aga, le muhar-sheber, le tugnui, l'hilok, le bouriate de Mongolie.
- le bouriate du Nord-Ouest, avec l'ekhirit, le bulagat, le kabansk, le nord-selenge, l'ivalga, le barguzin, le katchoug, le bohoon, l'ol'hon, l'osa, le baikal-hudari.
- le bouriate du Sud-Ouest, qui rassemble l'alair, le tunken, l'aha, l'ungi et le zakamna.
- le bouriate de Nijneoudinsk.
- le bargu, parlé en Chine.

Le SIL International, organisme chargé de l'attribution des codes ISO 639-3, classe le bouriate comme une macro-langue comprenant trois variétés et lui attribue un code, ainsi qu'à chacune de ses variétés :
- bua: le bouriate (macro-langue), comprenant :
  - bxu: le bouriate chinois, comprenant les dialectes aga, buriat (buliyate, buryat), khori, nouveau bargu (xin ba’erhu)et ancien bargu (chen ba’erhu)[4].
  - bxm: le bouriate mongol, comprenant les dialectes aga et khori[5].
  - bxr: le bouriate russe, comprenant les dialectes alar, barguzin, bohaan, bokhan, ekhirit-bulagat, ninzne-udinsk, oka, selengin, tunka et unga.[6].

La base de données linguistiques Glottolog a quant à elle une sous-famille nommée « Buriat », qui comporte les mêmes variétés et les dialectes suivants :
- le bouriate chinois, comprenant les dialectes aga (Chine), bargu et khori.
- le bouriate mongol, comprenant les dialectes aga et khori.
- le bouriate russe, comprenant les dialectes alar, barguzin, bohaan, bulagat, ekhirit, ninzne-udinsk, oka, tunka, unga.

## Phonologie
Phonologie du bouriate parlé en République de Bouriatie :

### Voyelles
|         | Antérieure | Centrale | Postérieure       |
| ------- | ---------- | -------- | ----------------- |
| Fermée  | i [i]      |          | ə [ɯ] u [u] ʊ [ʊ] |
| Moyenne | e [e]      |          | ɔ [ɔ]             |
| Ouverte |            | a [a]    |                   |

### Consonnes
|              |              | Bilabiales | Dentales | Latérales | Dorsales | Dorsales | Glottales |
| ------------ | ------------ | ---------- | -------- | --------- | -------- | -------- | --------- |
| Palatales    | Vélaires     | Bilabiales | Dentales | Latérales |          |          | Glottales |
| Occlusives   | Sourde       |            | t [tʰ]   |           |          |          |           |
| Occlusives   | Palatale     |            | [tʲ]     |           |          |          |           |
| Occlusives   | Sonore       | b [b]      | d [d]    |           |          | g [g]    |           |
| Occlusives   | Palatale     | [bʲ]       | [dʲ]     |           |          | [gʲ]     |           |
| Fricative    | Simple       |            | s [s]    |           | ʃ [ʃ]    | x [x]    | h [h]     |
| Fricative    | Sonore       |            | z [z]    |           | ʒ [ʒ]    |          |           |
| Fricative    | Palatale     |            |          |           |          | xy [xʲ]  |           |
| Nasale       | Simples      | m [m]      | n [n]    |           |          |          |           |
| Nasale       | Palatale     | my [mʲ]    | ny [nʲ]  |           |          |          |           |
| liquide      | Simple       |            | r [r]    | l [l]     |          |          |           |
| liquide      | Palatale     |            | [rʲ]     | [lʲ]      |          |          |           |
| Semi-voyelle | Semi-voyelle |            |          | j [j]     |          |          |           |

## Écriture

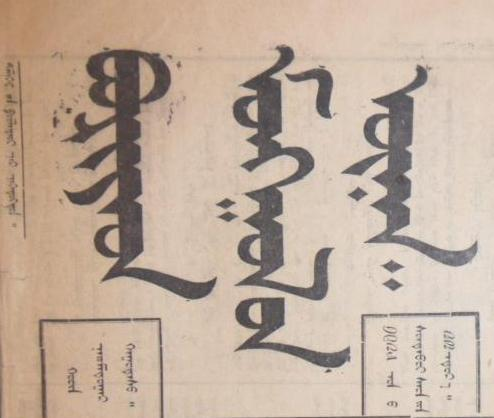
Journal Buriad Unen en 1925

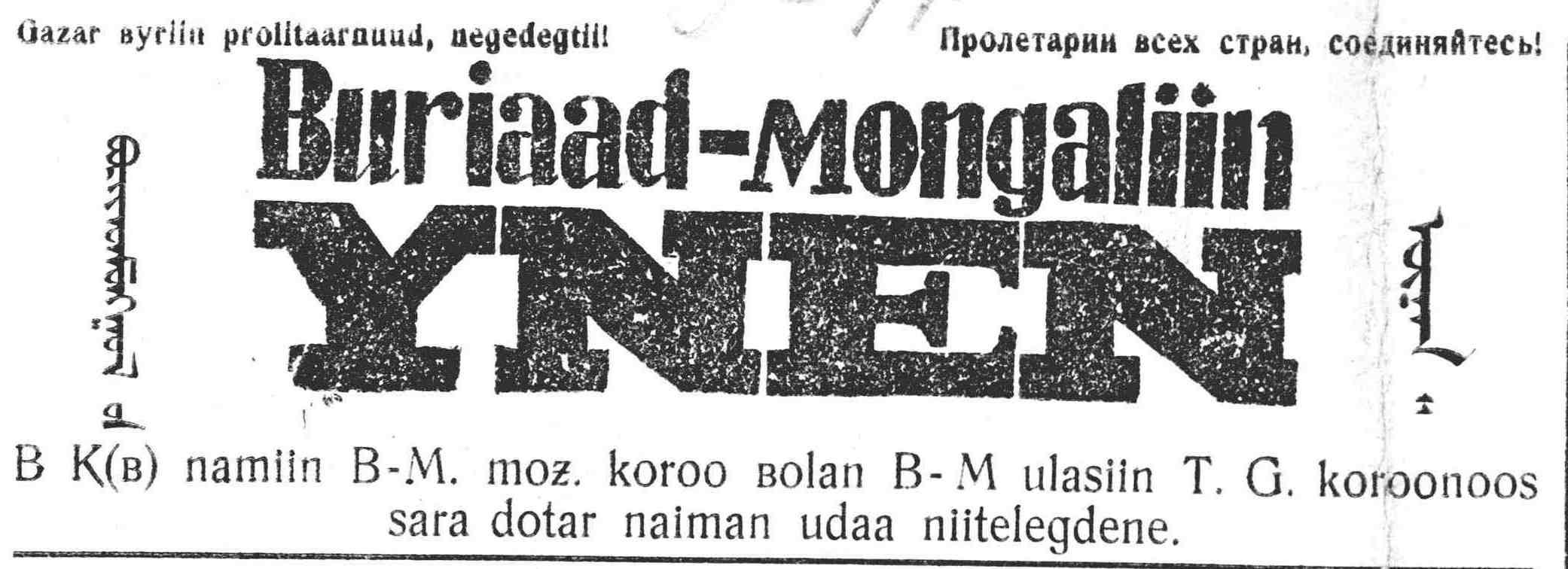
Buriaad-mongaliin ynen en caractères latins avec le titre en écriture ouïghoure sur les côtés

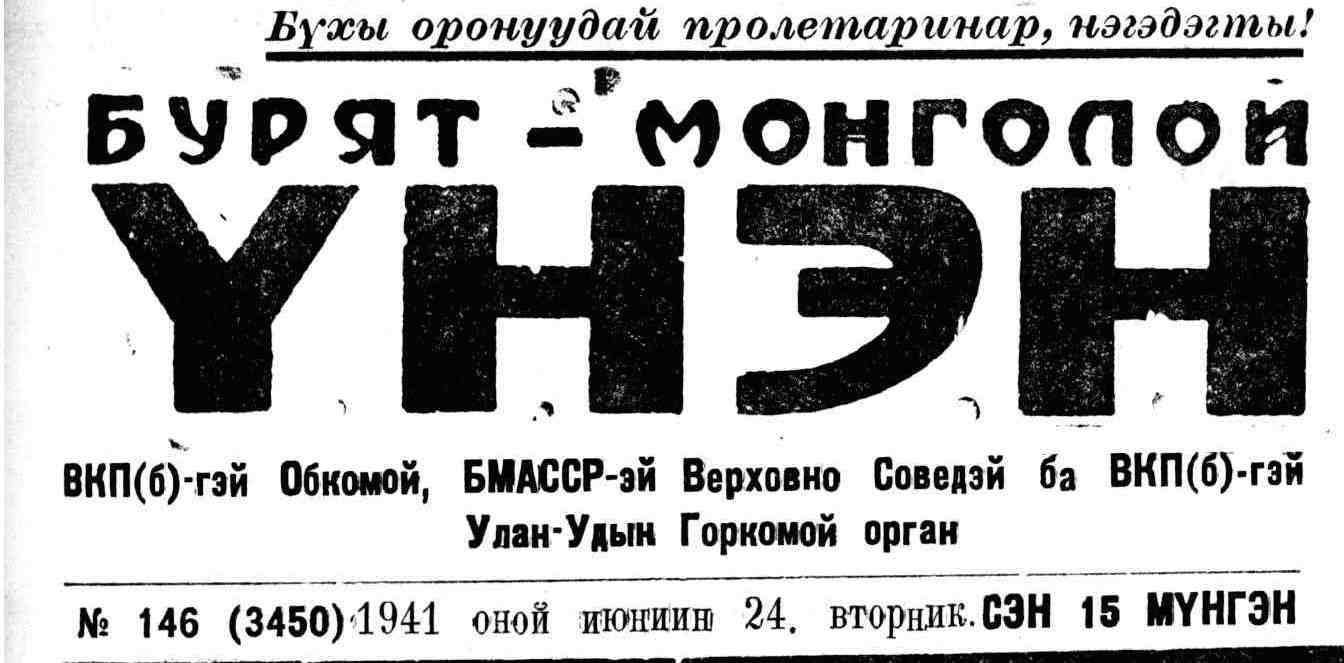
Buryat-Mongoloi unen en caractères cyrilliques, les écritures latines et ouïghoures ont disparu

Le bouriate littéraire était écrit du XVIIe siècle au début du XXe siècle avec une variante du mongol bichig, principalement pour des textes religieux. Une des premières œuvres littéraires majeures bouriates est « Путевые заметки » (1768) du lama Damba Darjai Zayaev (ru) (Дамба-Даржай Заяев) (1710 — 1776).
Les Bouriates occidentaux utilisaient la langue de Russie jusqu'à la révolution.
Au début du XXe siècle, il y a eu une tentative de passer à l'alphabet latin, avec des œuvres telles que « Buriaad zonoi uran eugeiin deeji » (Extraits de la littérature populaire de Bouriatie), où les lettres f, k, q, v et w étaient omises.
À partir de 1926, une tentative de création d'une latinisation par une organisation scientifique déboucha en 1929 sur un alphabet bouriate utilisant des caractères latins contenant l'ensemble des lettres A a, B b, C c, Ç ç, D d, E e, Ә ә, Ɔ ɔ, G g, I i, J j, K k, L l, M m, N n, O o, P p, R r, S s, Ş ş, T t, U u, Y y, Z z, Ƶ ƶ, H h, F f, V v.
En Février 1930, une nouvelle version de l'alphabet latin adapté au Bouriate est approuvée. Il contient alors les lettres de l'alphabet latin standard (sauf 'h, q, x), et contient également les digraphes ch, sh, zh, ainsi que la lettre ө. Finalement, en janvier 1931, une version modifiée est adoptée, unifiée avec les alphabets des autres peuples de l'URSS.
Alphabet bouriate en caractères latins entre 1931 et 1939 :
| A a | B b | C c | Ç ç | D d | E e | F f | G g |
| H h | I i | J j | K k | L l | M m | N n | O o |
| Ө ө | P p | R r | S s | Ş ş | T t | U u | V v |
| X x | Y y | Z z | Ƶ ƶ | ь   |     |     |     |

À partir de 1939, l'alphabet latin a été remplacé par l'alphabet cyrillique, en y ajoutant les lettres : Ү ү, Ө ө, Һ һ.
Alphabet bouriate contemporain, en cyrillique :
| А а | Б б | В в | Г г | Д д | Е е | Ё ё | Ж ж |
| З з | И и | Й й | К к | Л л | М м | Н н | О о |
| Ө ө | П п | Р р | С с | Т т | У у | Ү ү | Ф ф |
| Х х | Һ һ | Ц ц | Ч ч | Ш ш | Щ щ | Ъ ъ | Ы ы |
| Ь ь | Э э | Ю ю | Я я |     |     |     |     |